# Rina Hidaka
Rina Hidaka (日高 里菜 Hidaka Rina?, Prefectura de Chiba, 15 de junio de 1994) es una actriz de voz japonesa afiliada a Office Osawa. Es conocida por sus papeles en Sword Art Online como Silica/Keiko Ayano, Tensei Shitara Slime Datta Ken como Milim Nava y The Rising of the Shield Hero como Filo.

## Filmografía
Los papeles principales están en negrita

### Anime

#### Series de televisión
| Año  | Título                                                                                                | Rol                                          | Refs.         |
| ---- | --- | -------------------------------------------- | ------------- |
| 2008 | Michiko to Hatchin                                                                                    | Michiko Malandro (Joven)                     | [ 1 ]         |
| 2008 | ×××HOLiC: Kei                                                                                         | Kohane Tsuyuri                               | [ 2 ]         |
| 2008 | To Aru Majutsu no Index                                                                               | Last Order                                   | [ 2 ] [ 3 ]   |
| 2008 | Porphy no Nagai Tabi                                                                                  | Rebecca (Joven)                              | [ 4 ]         |
| 2009 | Konnichiwa Anne: Before Green Gables                                                                  | Anne Shirley                                 | [ 2 ]         |
| 2009 | Nogizaka Haruka no Himitsu: Purezza                                                                   | Miu Fujinomiya                               | [ 4 ]         |
| 2010 | Ladies versus Butlers!                                                                                | Mimina Ōsawa                                 | [ 2 ]         |
| 2010 | Katanagatari                                                                                          | Konayuki Itezora                             | [ 2 ]         |
| 2010 | Major S6                                                                                              | Sandy Murdoch                                | [ 4 ]         |
| 2010 | Mayoi Neko Overrun!                                                                                   | Honoka                                       | [ 4 ]         |
| 2010 | Bakuman                                                                                               | Mina Azuki                                   | [ 2 ]         |
| 2010 | Star Driver: Kagayaki no Takuto                                                                       | Mizuno Yō                                    | [ 2 ]         |
| 2010 | Kami nomi zo Shiru Sekai                                                                              | Lime                                         | [ 4 ]         |
| 2010 | To Aru Majutsu no Index II                                                                            | Last Order                                   | [ 2 ]         |
| 2011 | Yumekui Merry                                                                                         | Minato Kisaragi                              | [ 4 ]         |
| 2011 | Tiger & Bunny                                                                                         | Kaede Kaburagi                               | [ 2 ] [ 3 ]   |
| 2011 | Sengoku Otome: Momoiro Paradox                                                                        | Yoshino "Hideyoshi" Hide                     | [ 2 ]         |
| 2011 | Ro-Kyu-Bu!                                                                                            | Airi Kashii                                  | [ 2 ] [ 3 ]   |
| 2011 | Dantalian no Shoka                                                                                    | Patricia Nash                                | [ 4 ]         |
| 2011 | Bakuman 2nd Season                                                                                    | Mina Azuki                                   | [ 4 ]         |
| 2011 | Maken-ki!                                                                                             | Riru Finnian, Airuru Finnian                 | [ 4 ]         |
| 2012 | Ano Natsu de Matteru                                                                                  | Rinon                                        | [ 4 ]         |
| 2012 | Inu × Boku SS                                                                                         | Ririchiyo Shirakiin                          | [ 3 ]         |
| 2012 | Accel World                                                                                           | Yuniko Kozuki/Scarlet Rain                   | [ 3 ]         |
| 2012 | Yuru Yuri♪♪                                                                                           | Hanako Ōmuro                                 | [ 4 ]         |
| 2012 | Kono Naka ni Hitori, Imōto ga Iru!                                                                    | Mei Sagara                                   | [ 3 ]         |
| 2012 | Campione!: Matsurowanu Kamigami to Kamigoroshi no Maou                                                | Shizuka Kusanagi                             | [ 4 ]         |
| 2012 | Sword Art Online                                                                                      | Silica/Keiko Ayano                           | [ 3 ]         |
| 2012 | Bakuman 3rd Season                                                                                    | Mina Azuki                                   | [ 4 ]         |
| 2012 | To Love-Ru Darkness                                                                                   | Nemesis                                      | [ 4 ]         |
| 2013 | Cuticle Detective Inaba                                                                               | Azusa Ogino                                  | [ 4 ]         |
| 2013 | Tamako Market                                                                                         | Anko Kitashirakawa                           | [ 2 ] [ 5 ]   |
| 2013 | Sasami-san@Ganbaranai                                                                                 | Tamamo no Mae                                | [ 4 ]         |
| 2013 | Ginga Kikoutai Majestic Prince                                                                        | Anna                                         | [ 4 ]         |
| 2013 | Dansai Bunri no Crime Edge                                                                            | Emily Redhands                               | [ 4 ]         |
| 2013 | Jewelpet Happiness                                                                                    | Sakuran                                      | [ 4 ]         |
| 2013 | To Aru Kagaku no Railgun S                                                                            | Last Order                                   | [ 4 ]         |
| 2013 | Servant × Service                                                                                     | Kanon Momoi                                  | [ 4 ]         |
| 2013 | Love Lab                                                                                              | Nana Ichikawa                                | [ 4 ]         |
| 2013 | Ro-Kyu-Bu! SS                                                                                         | Airi Kashii                                  | [ 4 ]         |
| 2013 | Strike the Blood                                                                                      | Nagisa Akatsuki                              | [ 6 ]         |
| 2013 | Aoki Hagane no Arpeggio: Ars Nova                                                                     | I-400                                        | [ 7 ]         |
| 2013 | Galilei Donna                                                                                         | Hozuki Ferrari                               | [ 8 ]         |
| 2014 | Captain Earth                                                                                         | Akari Yomatsuri                              | [ 9 ]         |
| 2014 | Kanojo ga Flag o Oraretara                                                                            | Sakura                                       | [ 4 ]         |
| 2014 | Black Bullet                                                                                          | Enju Aihara                                  | [ 10 ]        |
| 2014 | Sword Art Online II                                                                                   | Silica/Keiko Ayano                           | [ 4 ]         |
| 2014 | Selector Spread WIXOSS                                                                                | Milulun                                      | [ 4 ]         |
| 2014 | Girlfriend (Kari)                                                                                     | Nae Yuuki                                    | [ 4 ]         |
| 2015 | Kantai Collection: KanColle                                                                           | Mutsuki, Kisaragi, Yayoi, Mochizuki, Satsuki | [ 11 ]        |
| 2015 | Unlimited Fafnir                                                                                      | Iris Freyja                                  | [ 12 ]        |
| 2015 | Rolling☆Girls                                                                                         | Yukina Kosaka                                | [ 4 ]         |
| 2015 | Shokugeki no Sōma                                                                                     | Urara Kawashima, Yua Sasaki                  | [ 4 ]         |
| 2015 | Kyōkai no Rinne                                                                                       | Hanako                                       | [ 4 ]         |
| 2015 | Denpa Kyōshi                                                                                          | Kanan Chinami                                | [ 4 ]         |
| 2015 | Show by Rock!!                                                                                        | Rosia                                        | [ 4 ]         |
| 2015 | Yamada-kun to 7-nin no Majo                                                                           | Tatsumi Yamada                               | [ 4 ]         |
| 2015 | To Love-Ru Darkness 2nd Season                                                                        | Nemesis                                      | [ 4 ]         |
| 2015 | Yuru Yuri San☆Hai!                                                                                    | Hanako Ōmuro                                 | [ 4 ]         |
| 2016 | Gate: Jieitai Kanochi nite, Kaku Tatakaeri Part 2                                                     | Sherry Tyueli                                | [ 4 ]         |
| 2016 | Rilu Rilu Fairilu: Yousei no Door                                                                     | Sumire                                       | [ 4 ]         |
| 2016 | Netoge no Yome wa Onna no Ko Janai to Omotta?                                                         | Ako Tamaki                                   | [ 13 ]        |
| 2016 | Shokugeki no Sōma: Ni no Sara                                                                         | Urara Kawashima, Yua Sasaki                  | [ 4 ]         |
| 2016 | Show by Rock!! Short!!                                                                                | Rosia                                        | [ 4 ]         |
| 2016 | Mahō Shōjo Ikusei Keikaku                                                                             | Ako Hatoda                                   | [ 4 ]         |
| 2016 | Show by Rock!! #                                                                                      | Rosia                                        | [ 4 ]         |
| 2017 | Schoolgirl Strikers: Animation Channel                                                                | Satoka Sumihara                              | [ 4 ]         |
| 2017 | Busō Shōjo Machiavellism                                                                              | Warabi Hanasaka                              | [ 14 ]        |
| 2017 | Senki Zesshou Symphogear AXZ                                                                          | Prelati                                      | [ 4 ]         |
| 2017 | Dive!!                                                                                                | Miu Nomura                                   | [ 4 ]         |
| 2017 | Made in Abyss                                                                                         | Mio                                          | [ 4 ]         |
| 2017 | Tenshi no 3P!                                                                                         | Kurumi Nukui                                 | [ 4 ]         |
| 2017 | Yōkoso Jitsuryoku Shijō Shugi no Kyōshitsu e                                                          | Arisu Sakayanagi                             | [ 4 ]         |
| 2017 | Shokugeki no Sōma: San no Sara                                                                        | Urara Kawashima, Yua Sasaki                  | [ 4 ]         |
| 2018 | Toji no Miko                                                                                          | Tagitsuhime                                  | [ 4 ]         |
| 2018 | Idolish7                                                                                              | Kokona                                       | [ 4 ]         |
| 2018 | Ryūō no Oshigoto!                                                                                     | Ai Hinatsuru                                 | [ 15 ]        |
| 2018 | Märchen Mädchen                                                                                       | Lynne Daves                                  | [ 4 ]         |
| 2018 | Alice or Alice                                                                                        | Airi                                         | [ 16 ]        |
| 2018 | Lostorage Conflated WIXOSS                                                                            | Milulun                                      | [ 4 ]         |
| 2018 | Wakaokami wa Shougakusei!                                                                             | Miyo Akino                                   | [ 4 ]         |
| 2018 | Shokugeki no Sōma: San no Sara - Tootsuki Ressha-hen                                                  | Urara Kawashima                              | [ 4 ]         |
| 2018 | Tensei Shitara Slime Datta Ken                                                                        | Milim Nava                                   | [ 17 ]        |
| 2018 | To Aru Majutsu no Index III                                                                           | Last Order                                   | [ 4 ]         |
| 2018 | Tonari no Kyūketsuki-san                                                                              | Sakuya Kurai                                 | [ 4 ]         |
| 2018 | Kishuku Gakkou no Juliet                                                                              | Kochō Wan                                    | [ 18 ]        |
| 2018 | Sword Art Online: Alicization                                                                         | Silica/Keiko Ayano                           | [ 4 ]         |
| 2018 | Hangyakusei Million Arthur                                                                            | Bethor                                       | [ 4 ]         |
| 2019 | The Rising of the Shield Hero                                                                         | Filo                                         | [ 19 ]        |
| 2019 | Hangyakusei Million Arthur 2nd Season                                                                 | Bethor                                       | [ 4 ]         |
| 2019 | Kawaikereba Hentai demo Suki ni Natte Kuremasuka?                                                     | Yuika Koga                                   | [ 20 ]        |
| 2019 | To Aru Kagaku no Accelerator                                                                          | Last Order                                   | [ 4 ]         |
| 2019 | Dungeon ni Deai o Motomeru no wa Machigatteiru Darō ka II                                             | Wiene                                        | [ 4 ]         |
| 2019 | Chōujin Koukousei-tachi wa Isekai demo Yoyuu de Ikinuku yō desu!                                      | Ringo Ōhoshi, Kumausa                        | [ 21 ]        |
| 2019 | Val × Love                                                                                            | Mutsumi Saotome                              | [ 22 ]        |
| 2019 | Shokugeki no Sōma: Shin no Sara                                                                       | Urara Kawashima                              | [ 4 ]         |
| 2019 | Sword Art Online: Alicization - War of Underworld                                                     | Silica/Keiko Ayano                           | [ 4 ]         |
| 2019 | Pokemon                                                                                               | Koromi                                       | [ 4 ]         |
| 2020 | To Aru Kagaku no Railgun T                                                                            | Last Order                                   | [ 4 ]         |
| 2020 | Isekai Quartet 2                                                                                      | Filo                                         | [ 4 ]         |
| 2020 | Idolish7: Second Beat!                                                                                | Aya Kujou                                    | [ 4 ]         |
| 2020 | Princess Connect! Re:Dive                                                                             | Mimi                                         | [ 4 ]         |
| 2020 | Kaguya-sama wa Kokurasetai: Tensai-tachi no Ren'ai Zunōsen                                            | Kobachi Osaragi                              | [ 23 ]        |
| 2020 | Sword Art Online: Alicization - War of Underworld 2nd Season                                          | Silica/Keiko Ayano                           | [ 4 ]         |
| 2020 | Majo no Tabitabi                                                                                      | Odoko                                        | [ 24 ]        |
| 2020 | Dungeon ni Deai o Motomeru no wa Machigatteiru Darō ka III                                            | Wiene                                        | [ 4 ]         |
| 2020 | Senyoku no Sigrdrifa                                                                                  | Nono Kazuura                                 | [ 25 ]        |
| 2020 | Kuma Kuma Kuma Bear                                                                                   | Noire Foschurose                             | [ 26 ]        |
| 2021 | Urasekai Picnic                                                                                       | Kozakura                                     | [ 27 ]        |
| 2021 | Show by Rock!! Stars!!                                                                                | Rosia                                        | [ 4 ]         |
| 2021 | Jaku-Chara Tomozaki-kun                                                                               | Hermana pequeña de Tomozaki                  | [ 4 ]         |
| 2021 | Tensei Shitara Slime Datta Ken 2nd Season                                                             | Milim Nava                                   | [ 4 ]         |
| 2021 | Tropical-Rouge! Precure                                                                               | Laura Apollodoros Hyginus La Mer             | [ 4 ]         |
| 2021 | Shaman King                                                                                           | Pirika Usui                                  | [ 28 ]        |
| 2021 | Vivy: Fluorite Eye’s Song                                                                             | Ophelia                                      | [ 29 ]        |
| 2021 | Sentōin, Hakenshimasu!                                                                                | Belial                                       | [ 30 ]        |
| 2021 | Tensura Nikki: Tensei Shitara Slime Datta Ken                                                         | Milim Nava                                   | [ 4 ]         |
| 2021 | Tensei Shitara Slime Datta Ken 2nd Season Part 2                                                      | Milim Nava                                   | [ 4 ]         |
| 2021 | Komi-san wa, Komyushō Desu.                                                                           | Ren Yamai                                    | [ 31 ]        |
| 2021 | Gyakuten Sekai no Denchi Shoujo                                                                       | Hayate Makami                                | [ 32 ]        |
| 2022 | Tokyo 24-ku                                                                                           | Kozue Shirakaba                              | [ 33 ]        |
| 2022 | Princess Connect! Re:Dive Season 2                                                                    | Mimi                                         | [ 4 ]         |
| 2022 | Aharen-san wa Hakarenai                                                                               | Eru Ahare                                    | [ 34 ]        |
| 2022 | The Rising of the Shield Hero Season 2                                                                | Filo                                         | [ 35 ]        |
| 2022 | Komi-san wa, Komyushō Desu. 2nd Season                                                                | Ren Yamai                                    | [ 31 ]        |
| 2022 | Shachiku-san wa Yōjo Yūrei ni Iyasaretai                                                              | Yūrei-chan                                   | [ 36 ]        |
| 2022 | Koi wa Sekai Seifuku no Ato de                                                                        | Haru Arisugawa                               | [ 37 ]        |
| 2022 | Kaguya-sama wa Kokurasetai: Ultra Romantic                                                            | Kobachi Osaragi                              | [ 23 ]        |
| 2022 | Kawaii dake ja Nai Shikimori-san                                                                      | Yui Hachimitsu                               | [ 38 ]        |
| 2022 | Yōkoso Jitsuryoku Shijō Shugi no Kyōshitsu e 2nd Season                                               | Arisu Sakayanagi                             | [ 39 ]        |
| 2022 | Mamahaha no Tsurego ga Motokano datta                                                                 | Yume Irido                                   | [ 40 ]        |
| 2022 | Kage no Jitsuryokusha ni Naritakute!                                                                  | Claire Kagenou                               | [ 41 ]        |
| 2023 | Tomo-chan wa Onnanoko!                                                                                | Misuzu Gundou                                | [ 42 ]        |
| 2023 | Dungeon ni Deai o Motomeru no wa Machigatteiru Darō ka IV: Fuka Shou - Yakusai-hen                    | Wien                                         | [ 43 ]        |
| 2023 | Kyūketsuki Sugu Shinu 2                                                                               | Mimimi Gekkouin                              | [ 44 ]        |
| 2023 | Kuma Kuma Kuma Bear Punch!                                                                            | Noire Foschurose                             | [ 45 ]        |
| 2023 | Isekai de Cheat Skill o Te ni Shita Ore wa, Genjitsu Sekai o mo Musōsuru - Level Up wa Jinsei o Kaeta | Yuti                                         | [ 46 ]        |
| 2023 | Niehime to Kemono no Ō                                                                                | Tetra                                        | [ 4 ]         |
| 2023 | Kage no Jitsuryokusha ni Naritakute! 2nd Season                                                       | Claire Kagenou                               | [ 47 ]        |
| 2023 | The Rising of the Shield Hero Season 3                                                                | Filo                                         | [ 48 ]        |
| 2023 | Shangri-La Frontier                                                                                   | Emul                                         | [ 49 ]        |
| 2023 | Ragna Crimson                                                                                         | Starlia Leese                                | [ 50 ]        |
| 2023 | Shy                                                                                                   | Kufufu Kekerakera                            | [ 51 ]        |
| 2023 | Toaru Ossan no VRMMO Katsudōki                                                                        | Elizabeth                                    | [ 52 ]        |
| 2023 | Kage no Jitsuryokusha ni Naritakute! 2nd Season                                                       | Claire Kagenou                               | [ 53 ] [ 54 ] |
| 2023 | Rail Romanesque 2                                                                                     | Torako                                       | [ 55 ]        |
| 2023 | Goblin Slayer II                                                                                      | Ou-mai                                       | [ 56 ]        |
| 2023 | Beyblade X                                                                                            | Ichigo                                       | [ 57 ]        |
| 2023 | Hikikomari Kyūketsu Hime no Monmon                                                                    | Gertrude Rainsworth                          | [ 58 ]        |
| 2024 | Yōkoso Jitsuryoku Shijō Shugi no Kyōshitsu e 3rd Season                                               | Arisu Sakayanagi                             | [ 39 ]        |
| 2024 | Jaku-Chara Tomozaki-kun 2nd Stage                                                                     | Hermana pequeña de Tomozaki                  | [ 59 ]        |
| 2024 | Ishura                                                                                                | Yawika                                       | [ 60 ]        |
| 2024 | Mato Seihei no Slave                                                                                  | Naon Yuno                                    | [ 61 ]        |
| 2024 | Hime-sama "Gōmon" no Jikan desu                                                                       | Mao Mao                                      | [ 62 ]        |
| 2024 | Akuyaku Reijō Level 99: Watashi wa Ura-Boss desu ga Maō de wa Arimasen                                | Eleonora Hillrose                            | [ 63 ]        |
| 2024 | Hananoi-kun to Koi no Yamai                                                                           | Tomori Hinase                                | [ 64 ]        |
| 2024 | Tensei Shitara Slime Datta Ken 3rd Season                                                             | Milim Nava                                   | [ 65 ]        |
| 2024 | Shy 2nd Season                                                                                        | Kufufu Kekerakera                            | [ 66 ]        |
| 2024 | Delico's Nursery                                                                                      | Uru Delico                                   | [ 67 ]        |
| 2024 | Shangri-La Frontier 2nd Season                                                                        | Emul                                         | [ 68 ]        |
| 2025 | Aharen-san wa Hakarenai Season 2                                                                      | Eru Ahare                                    | [ 69 ]        |
| 2025 | My Hero Academia: Vigilantes                                                                          | Hermanas Tottoko 2                           | [ 70 ]        |
| 2025 | The Rising of the Shield Hero Season 4                                                                | Filo                                         | [ 71 ]        |
| 2025 | Food Court de, Mata Ashita.                                                                           | Yamada                                       | [ 72 ]        |
| 2025 | Yūsha Party o Tsuihō Sareta Shiro Madōshi, S-Rank Bōkensha ni Hirowareru                              | Yui                                          | [ 73 ]        |
| 2026 | Mato Seihei no Slave 2                                                                                | Naon Yuno                                    | [ 74 ]        |
| TBA  | Kimi ga Shinu made Koi wo Shitai                                                                      | Mimi Kagari                                  | [ 75 ]        |

#### Películas
| Año  | Título                                                               | Rol                              | Refs.  |
| ---- | -------------------------------------------------------------------- | -------------------------------- | ------ |
| 2011 | Hoshi wo Ou Kodomo                                                   | Mana                             | [ 76 ] |
| 2012 | Jewelpet Movie: Sweets Dance Princess                                | Sakuran                          | [ 4 ]  |
| 2012 | Tiger & Bunny Movie 1: The Beginning                                 | Kaede Kaburagi                   | [ 4 ]  |
| 2013 | Star Driver the Movie                                                | Mizuno You                       | [ 4 ]  |
| 2013 | To Aru Majutsu no Index Movie: Endymion no Kiseki                    | Last Order                       | [ 4 ]  |
| 2014 | Tiger & Bunny Movie 2: The Rising                                    | Kaede Kaburagi                   | [ 4 ]  |
| 2014 | Tamako Love Story                                                    | Anko Kitashirakawa               | [ 77 ] |
| 2015 | Aoki Hagane no Arpeggio: Ars Nova Movie 1 - DC                       | I-400                            | [ 4 ]  |
| 2016 | Selector Destructed WIXOSS Movie                                     | Milulun                          | [ 4 ]  |
| 2016 | Accel World: Infinite∞Burst                                          | Yuniko Kouzuki                   | [ 4 ]  |
| 2016 | KanColle Movie                                                       | Mutsuki, Ryuujou, Kisaragi       | [ 4 ]  |
| 2017 | Sword Art Online Movie: Ordinal Scale                                | Silica/Keiko Ayano               | [ 78 ] |
| 2017 | Trinity Seven Movie 1: Eternity Library to Alchemic Girl             | Lilim                            | [ 4 ]  |
| 2020 | Date A Bullet: Dead or Bullet                                        | Panie Ibusaki                    | [ 79 ] |
| 2020 | Omoi, Omoware, Furi, Furare                                          | Sacchan                          | [ 4 ]  |
| 2021 | Tropical-Rouge! Precure Movie: Yuki no Princess to Kiseki no Yubiwa! | Laura Apollodoros Hyginus La Mer | [ 80 ] |
| 2021 | Sword Art Online Progressive: Aria of a Starless Night               | Silica/Keiko Ayano               | [ 4 ]  |
| 2022 | Isekai Quartet Movie: Another World                                  | Filo                             | [ 81 ] |
| 2022 | Tensei Shitara Slime Datta Ken Movie: Guren no Kizuna-hen            | Milim Nava                       | [ 4 ]  |
| 2023 | Precure All Stars Movie F                                            | Laura Apollodoros Hyginus La Mer | [ 4 ]  |
| 2023 | Pole Princess!! Movie                                                | Sana Murafuji                    | [ 82 ] |
| 2024 | Bloody Escape: Jigoku no Tōsō Geki                                   | Em                               | [ 83 ] |
| 2024 | Ōmuro-ke: Dear Sisters                                               | Hanako Ōmuro                     | [ 84 ] |
| 2024 | Ōmuro-ke: Dear Friends                                               | Hanako Ōmuro                     | [ 84 ] |

#### ONAs
| Año  | Título                                       | Rol                   | Refs.         |
| ---- | -------------------------------------------- | --------------------- | ------------- |
| 2008 | Penguin Musume♥Heart                         | Kaede Nankyoku        | [ 4 ]         |
| 2016 | Pokémon Generations                          | Iris                  | [ 4 ]         |
| 2017 | Monsuto Anime: Katsubou no Hate no Risoukyou | Gabriel               | [ 4 ]         |
| 2017 | Monster Strike Anime                         | Gabriel               | [ 4 ]         |
| 2018 | Monster Strike The Animation                 | Gabriel               | [ 4 ]         |
| 2019 | Kengan Ashura                                | Elena Robinson        | [ 4 ]         |
| 2020 | Vladlove                                     | Mai Vlad Transylvania | [ 85 ] [ 86 ] |
| 2021 | Youjo Shachou                                | Najimu Mujina         | [ 87 ]        |
| 2022 | Tiger & Bunny 2                              | Kaede Kaburagi        | [ 2 ] [ 3 ]   |
| 2023 | Youjo Shachou R                              | Najimu Mujina         |               |
| 2025 | Kun Tun Tianxia Zhi Zhang Men Guilai         | Liansu Bai            |               |

#### OVAs
| Año  | Título                                                         | Rol                            | Refs.  |
| ---- | -------------------------------------------------------------- | ------------------------------ | ------ |
| 2009 | ×××HOLiC: Shunmuki                                             | Kohane Tsuyuri                 | [ 4 ]  |
| 2010 | ×××HOLiC: Rou                                                  | Kohane Tsuyuri                 | [ 4 ]  |
| 2012 | Ai Mai! Moe Can Change!                                        | Kanna Moeki                    | [ 4 ]  |
| 2012 | Mahoutsukai Nara Miso wo Kue!                                  | Artemisia Genevieve de Mazière | [ 4 ]  |
| 2012 | Accel World EX                                                 | Yuniko Kouzuki                 | [ 4 ]  |
| 2013 | Kono Naka ni Hitori, Imōto ga Iru!: Ani, Imouto, Koibito       | Mei Sagara                     | [ 4 ]  |
| 2013 | Ro-Kyu-Bu!: Tomoka no Ichigo Sundae                            | Airi Kashii                    | [ 4 ]  |
| 2013 | Mondaiji-tachi ga Isekai Kara Kuru Sō Desu yo?: Onsen Manyuuki | Hifumi                         | [ 4 ]  |
| 2015 | Yuru Yuri Nachuyachumi!                                        | Hanako Oomuro                  | [ 4 ]  |
| 2015 | Strike the Blood: Valkyria no Oukoku-hen                       | Nagisa Akatsuki                | [ 4 ]  |
| 2016 | To Love-Ru Darkness 2nd OVA                                    | Nemesis                        | [ 4 ]  |
| 2016 | Shokugeki no Sōma OVA                                          | Urara Kawashima                | [ 4 ]  |
| 2016 | Owari no Seraph: Kyuuketsuki Shahar                            | Riko                           | [ 4 ]  |
| 2016 | Strike the Blood II                                            | Nagisa Akatsuki                | [ 4 ]  |
| 2017 | To Love-Ru: Multiplication - Mae kara Ushiro kara              | Nemesis                        | [ 4 ]  |
| 2017 | Busō Shōjo Machiavellism: Doki! "Goken-darake" no Ian Ryokou   | Warabi Hanasaka                | [ 4 ]  |
| 2018 | Strike the Blood III                                           | Nagisa Akatsuki                | [ 4 ]  |
| 2019 | Tensei Shitara Slime Datta Ken OVA                             | Milim Nava                     | [ 4 ]  |
| 2020 | Strike the Blood: Kieta Seisou-hen                             | Nagisa Akatsuki                | [ 4 ]  |
| 2020 | Strike the Blood IV                                            | Nagisa Akatsuki                | [ 4 ]  |
| 2021 | Kaguya-sama wa Kokurasetai: Tensai-tachi no Ren'ai Zunōsen OVA | Kobachi Osaragi                | [ 23 ] |

### Videojuegos
| Año  | Título                                  | Rol                                                                                  | Refs.  |
| ---- | --------------------------------------- | ------------------------------------------------------------------------------------ | ------ |
| 2012 | Borderlands 2                           | Angel (Jennifer Greene)                                                              | [ 88 ] |
| 2013 | Kantai Collection                       | Ryūjō, Mutsuki class                                                                 |        |
| 2013 | Oboro Muramasa                          | Okoi                                                                                 |        |
| 2014 | Dengeki Bunko: Fighting Climax          | Enju Aihara, Last Order, Airi Kashii                                                 |        |
| 2014 | Sword Art Online: Hollow Fragment       | Silica/Keiko Ayano                                                                   |        |
| 2015 | Dengeki Bunko: Fighting Climax Ignition | Enju Aihara, Last Order, Airi Kashii, Ako Tamaki                                     |        |
| 2015 | Sword Art Online: Lost Song             | Silica/Keiko Ayano                                                                   |        |
| 2015 | Granblue Fantasy                        | Yaia                                                                                 |        |
| 2016 | Sword Art Online: Hollow Realization    | Silica/Keiko Ayano                                                                   |        |
| 2016 | Megadimension Neptunia VII              | K-Sha                                                                                |        |
| 2016 | Girl's Frontline                        | ART556                                                                               |        |
| 2017 | Fire Emblem Heroes                      | Veronica                                                                             | [ 89 ] |
| 2017 | Xenoblade Chronicles 2                  | Ursula                                                                               |        |
| 2018 | Princess Connect Re:Dive                | Mimi Akane                                                                           |        |
| 2018 | Master of Eternity                      | Puris                                                                                |        |
| 2018 | League of Legends                       | Tristana                                                                             |        |
| 2019 | Azur Lane                               | KMS Z19 Hermann Künne, KMS Z20 Karl Glaster, KMS Z21 Wilhelm Heidkamp, USS Anchorage |        |
| 2021 | Granblue Fantasy                        | Catura                                                                               |        |
| 2021 | Akashic Chronicle                       | Layla                                                                                | [ 90 ] |
| 2021 | The Idolmaster                          | Aya                                                                                  | [ 91 ] |
| 2021 | Cookie Run: Kingdom                     | Strawberry Crepe Cookie                                                              |        |
| 2022 | Blue Archive                            | Hinata Wakaba                                                                        |        |
| 2023 | Honkai: Star Rail                       | Clara                                                                                | [ 92 ] |